# Felix Fox (Pornodarsteller)
Felix Fox (* 18. Mai 1999 in Parker Colorado als Shay Alan Smith) ist ein US-amerikanisch-französischer Pornodarsteller. Er tritt auch unter dem Pseudonym Gaitlin Fox auf.

## Karriere
Seine Karriere als Pornodarsteller begann im November 2020 zunächst über die Plattform Onlyfans. Im Februar 2021 unterschrieb er einen Exklusivvertrag bei Men.com. Seitdem ist Felix Fox regelmäßig in Pornofilmen und Pornoserien zu sehen, wie für die Reihe Twink Pop der Serie The Men. Als Model arbeitet er außerdem für ES Collection.
Mehrfach drehte er Pornos unter der Regie von Trenton Ducati und Jasun Mark. 2022 wurde Fox zweifach mit dem GayVN Award in den Kategorien „Lieblings-Hintern“ und „Heißester Newcomer“ ausgezeichnet. 2023 erhielt er bei den Urban X Awards eine Auszeichnung in der Kategorie „Gay Performer of the Year“.

## Privatleben
Felix Fox wuchs in einem streng religiösen Haushalt auf. Sowohl Homosexualität als auch Pornos wurden kritisch betrachtet. Auch wenn er nichts von seiner Pornokarriere erzählte, fand es seine Mutter doch heraus und akzeptierte es.

## Filmografie
- 2021: Capitol Affairs (Regie: Trenton Ducati, Jasun Mark)
- 2021: Maniacal (Regie: Trenton Ducati, Jasun Mark)
- 2021: CockyBoys (3 Folgen)
- 2021: Bottom Games (4 Folgen)
- 2021: Trailer Trash Boys (4 Folgen)
- 2021: Sex Drive
- 2021: What’s Your Kink 2
- 2021: Making the Grade
- 2021: Hot Summer
- 2021: Dirty Intern (Regie: Trenton Ducati, Jasun Mark)
- 2021: Brother Crush (3 Folgen)
- 2021: Break Him in Raw (Regie: Jake Jaxson, R.J. Sebastian)
- 2021: Are You Pee Shy?
- 2022: Bel Ami (1 Folge)
- 2021–2022: The Men (4 Folgen)
- 2022–2023: Raw Fuck Club (2 Folgen)
- 2023: Norse Fuckers

## Nominierungen und Auszeichnungen
| Jahr | Award                    | Kategorie                                   | Nominiert für                                                           | Resultat  | Einzelnachweis    |
| ---- | ------------------------ | ------------------------------------------- | ----------------------------------------------------------------------- | --------- | ----------------- |
| 2022 | GayVN Awards             | Best Duo Scene                              | Sex Drive (2021) mit Paul Wagner                                        | Nominiert | [ 7 ] [ 6 ] [ 8 ] |
| 2022 | GayVN Awards             | Best Fetish Scene                           | What's Your Kink 2 (2021)                                               | Nominiert | [ 7 ] [ 6 ] [ 8 ] |
| 2022 | GayVN Awards             | Best Newcomer                               |                                                                         | Nominiert | [ 7 ] [ 6 ] [ 8 ] |
| 2022 | GayVN Awards             | Fan Award: Favorite Butt                    |                                                                         | Gewonnen  | [ 7 ] [ 6 ] [ 8 ] |
| 2022 | GayVN Awards             | Fan Award: Hottest Newcomer                 |                                                                         | Gewonnen  | [ 7 ] [ 6 ] [ 8 ] |
| 2022 | Grabby Awards            | Best Duo                                    | Making the Grade (2021) mit Cole Connor                                 | Nominiert | [ 9 ]             |
| 2022 | Grabby Awards            | Best Newcomer                               |                                                                         | Nominiert | [ 9 ]             |
| 2022 | Grabby Awards            | Hottest Body                                |                                                                         | Nominiert | [ 9 ]             |
| 2022 | Cybersocket Awards       | Epic Ass                                    |                                                                         | Nominiert | [ 10 ]            |
| 2022 | Cybersocket Awards       | Best Group Scene                            | Playdate with Rhyheim (mit Rhyheim Shabazz, Reign, Roxas & Elijah Zane) | Gewonnen  | [ 10 ]            |
| 2022 | Straightupgayporn Awards | Best Duo Scene                              | Hot Summer (2021) mit Roman Todd                                        | Gewonnen  | [ 11 ]            |
| 2022 | Straightupgayporn Awards | Best Newcomer                               |                                                                         | Gewonnen  | [ 11 ]            |
| 2022 | Straightupgayporn Awards | Hottest Body                                |                                                                         | Nominiert | [ 11 ]            |
| 2022 | XBIZ-Awards              | Best Sex Scene – Gay                        | Are You Pee Shy (2021) mit Michael Roman                                | Nominiert | [ 12 ]            |
| 2022 | XBIZ-Awards              | Best New Performer                          |                                                                         | Nominiert | [ 12 ]            |
| 2023 | GayVN Awards             | Best Actor                                  | Norse Fuckers                                                           | Nominiert | [ 13 ]            |
| 2023 | GayVN Awards             | Best Featurette                             | Devil May Cum                                                           | Nominiert | [ 13 ]            |
| 2023 | GayVN Awards             | Best Group Sex Scene                        | “10 Year Anniversary Gangbang,” Men.com                                 | Nominiert | [ 13 ]            |
| 2023 | GayVN Awards             | Best Three Way Scene                        | Double Stuffed Part 3 mit Johnny Dacon & Chris White                    | Nominiert | [ 13 ]            |
| 2023 | GayVN Awards             | Performer of the Year                       |                                                                         | Nominiert | [ 13 ]            |
| 2023 | Urban X Awards           | Gay Performer of the Year                   |                                                                         | Nominiert | [ 14 ]            |
| 2024 | GayVN Awards             | Fan Award: Favorite All-Male Creator Collab |                                                                         | Nominiert | [ 15 ]            |
| 2024 | GayVN Awards             | Fan Award: Favorite Body                    |                                                                         | Nominiert | [ 15 ]            |
| 2024 | GayVN Awards             | Fan Award: Favorite Bottom                  |                                                                         | Gewonnen  | [ 15 ]            |